# Mystic River (Massachusetts)
Pour les articles homonymes, voir Mystic River.
La Mystic River est un cours d'eau du Massachusetts, aux États-Unis. 

## Étymologie
Le nom du cours d'eau dérive du mot wampanoag « muhs-uhtuq » signifiant « grande rivière ».

## Description
La Mystic River est une rivière de 11,3 km situé au nord de la partie basse de la Charles River, au nord de la ville de Boston.
Elle débute comme émissaire du Lower Mystic Lake (en), s'écoule d'ouest en est et traverse les villes d'Arlington, Medford, Somerville, Everett, Charlestown, Chelsea et Boston. Elle rejoint la Charles River pour former le nord-ouest du port de Boston.